# Ange-Jacques Gabriel
Ange-Jacques Gabriel (Paris, 23 de outubro de 1698 – Paris, 4 de janeiro de 1782) foi o mais importante arquiteto francês de sua geração.

## Biografia
Nasceu em uma família de arquitetos e estudou com Robert de Cotte e com seu pai, a quem auxiliou nas obras da Place de la Bourse em Bordeaux. Em 1735 ingressou na Academia de Arquitetura e colaborou com seu pai, que nesta época era o principal arquiteto do Palácio de Versalhes, sucedendo-lhe nessa função em 1742, onde se ocupou por cerca de 40 anos.
Outras de suas obras são as reformas do Château de Choisy e do Château de Menars, e os projetos do Château de Compiègne, da Ópera de Versalhes, do Petit Trianon, da Praça da Concórdia, do Hôtel de la Marine e do Hôtel de Crillon.

### Place Louis XV (agoraPlace de la Concorde)

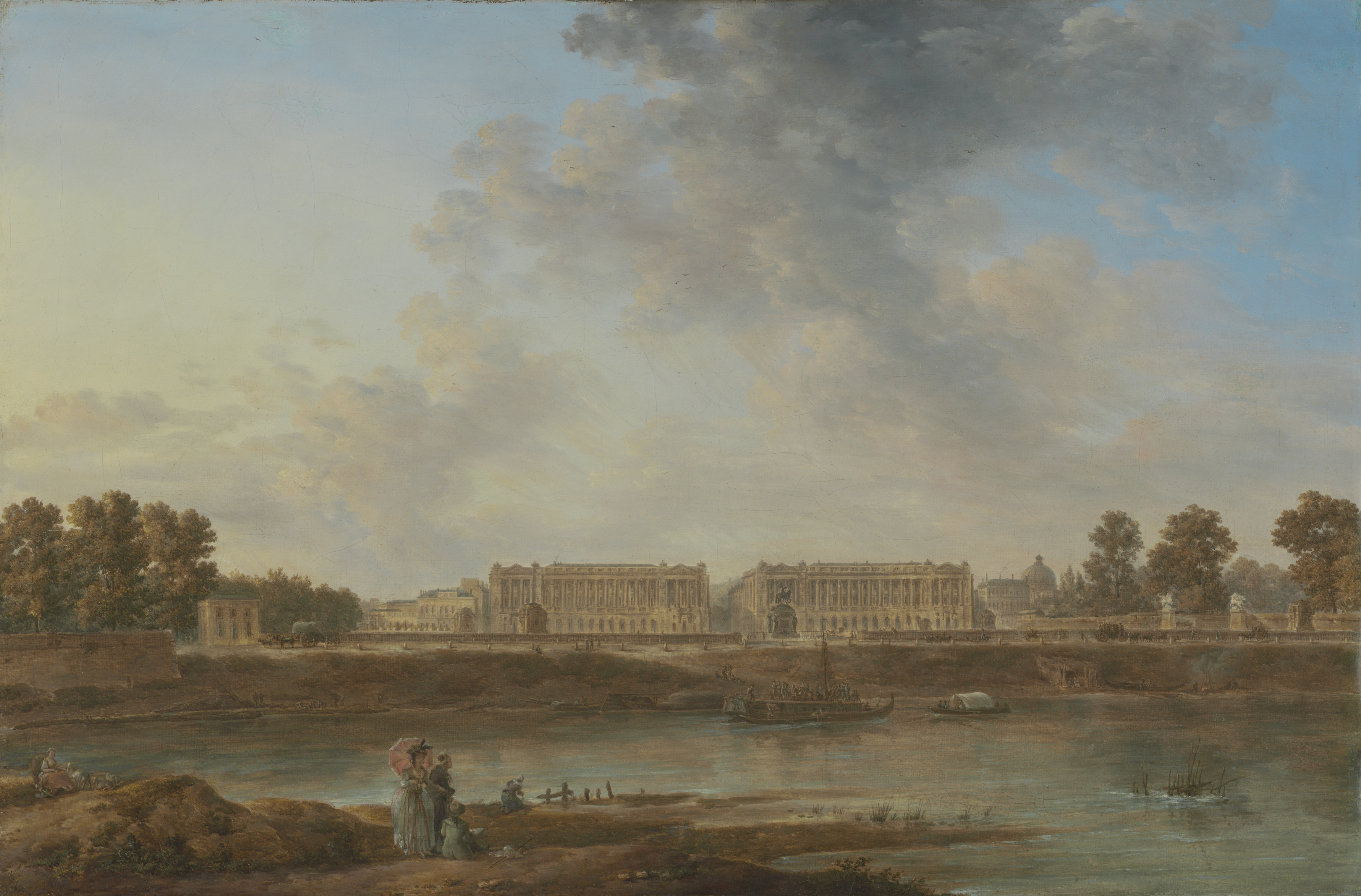
Place Louis XV por volta de 1775
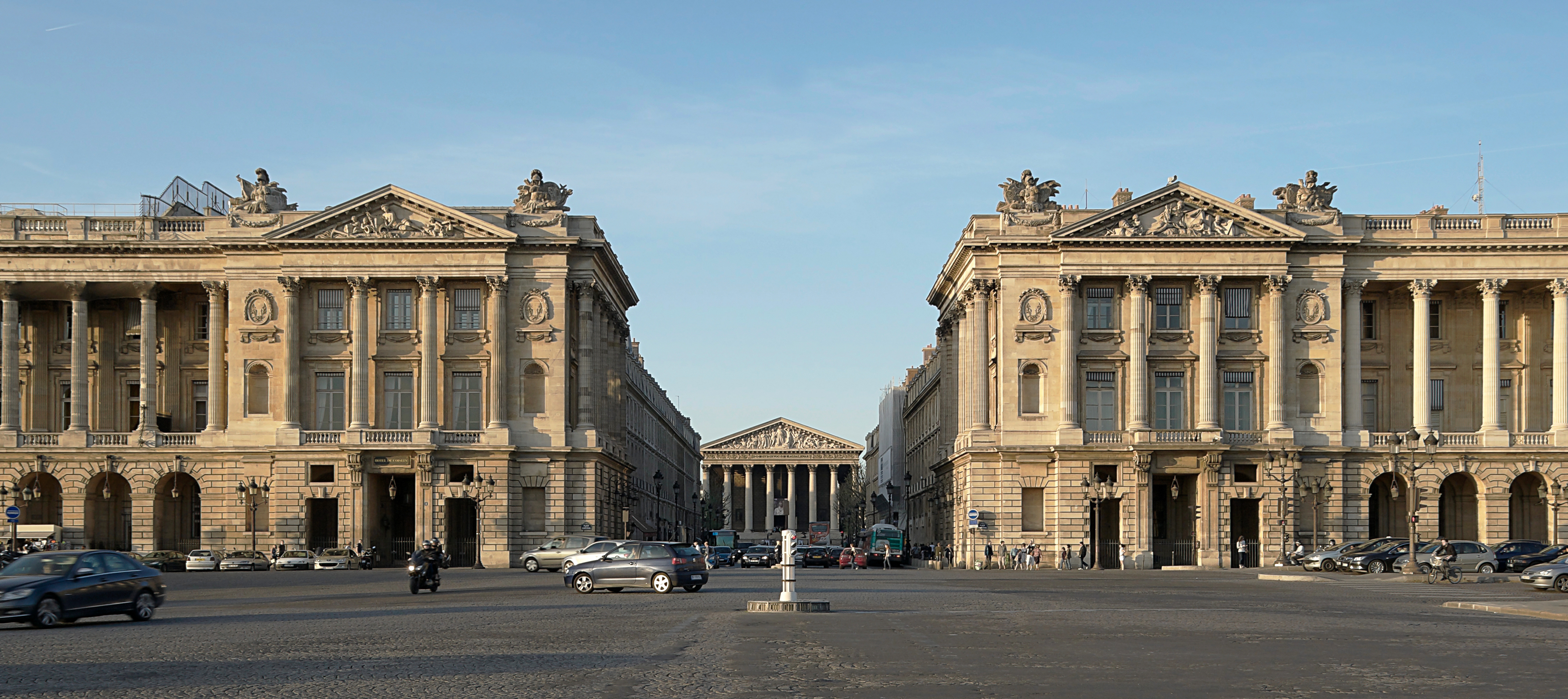
Place de la Concorde

### École Militaire

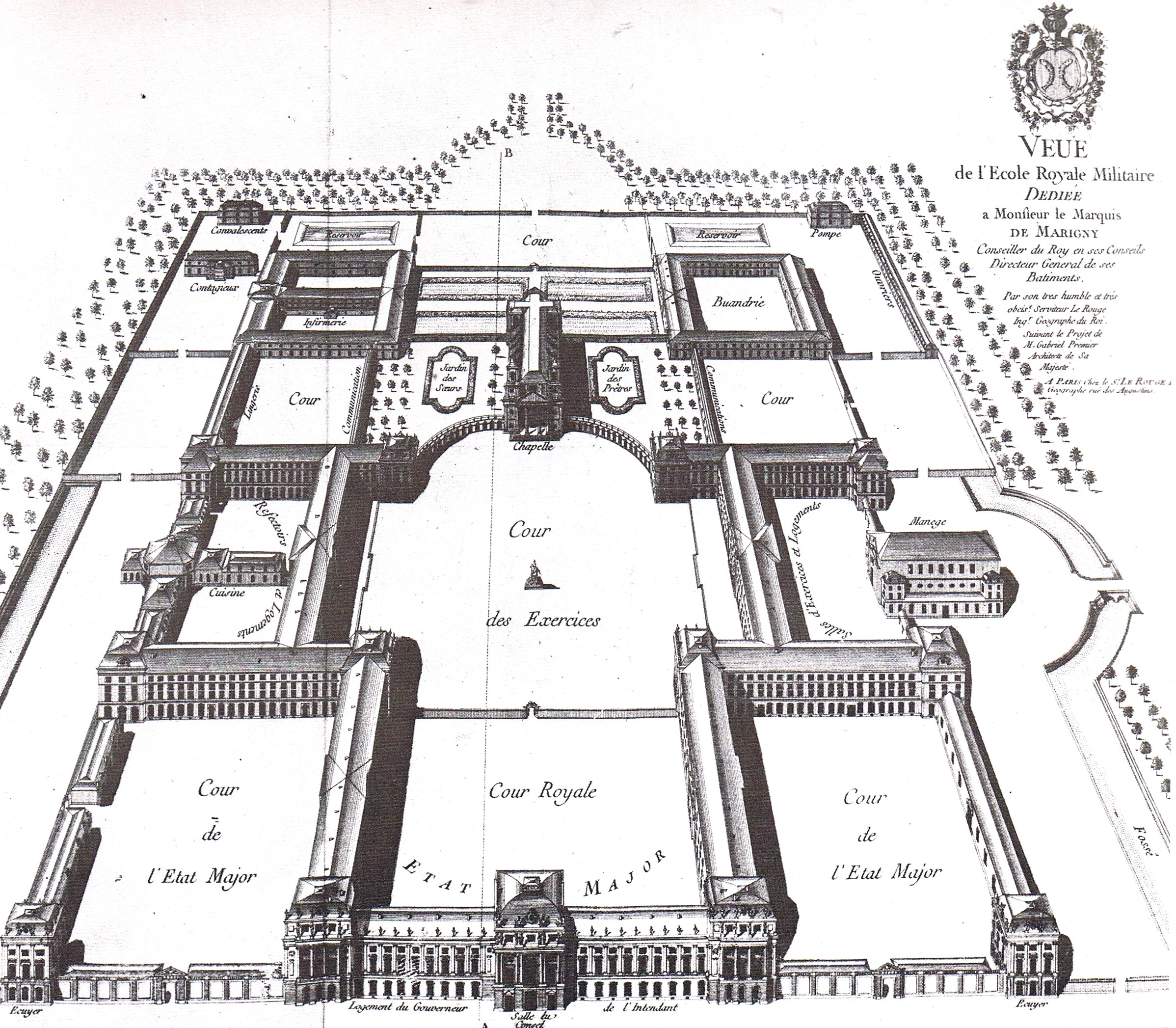
O plano de Gabriel para a École Militaire
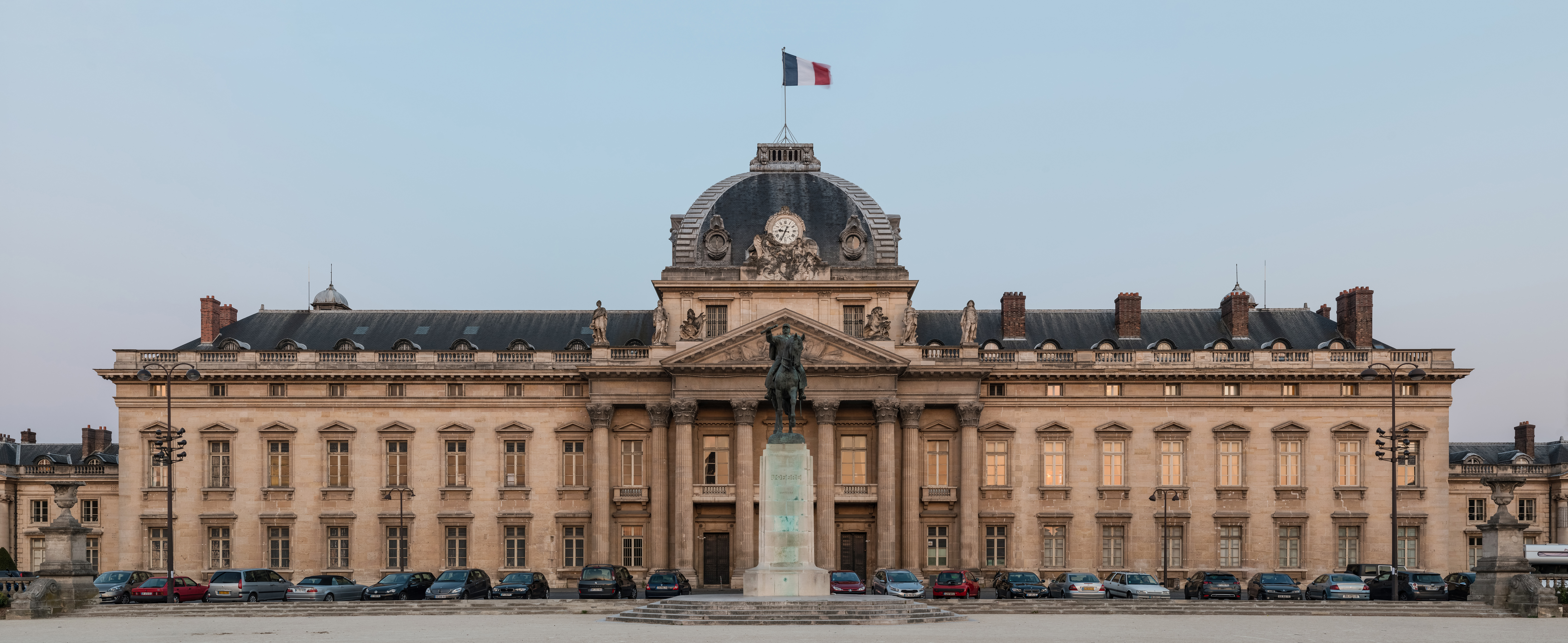
École Militaire
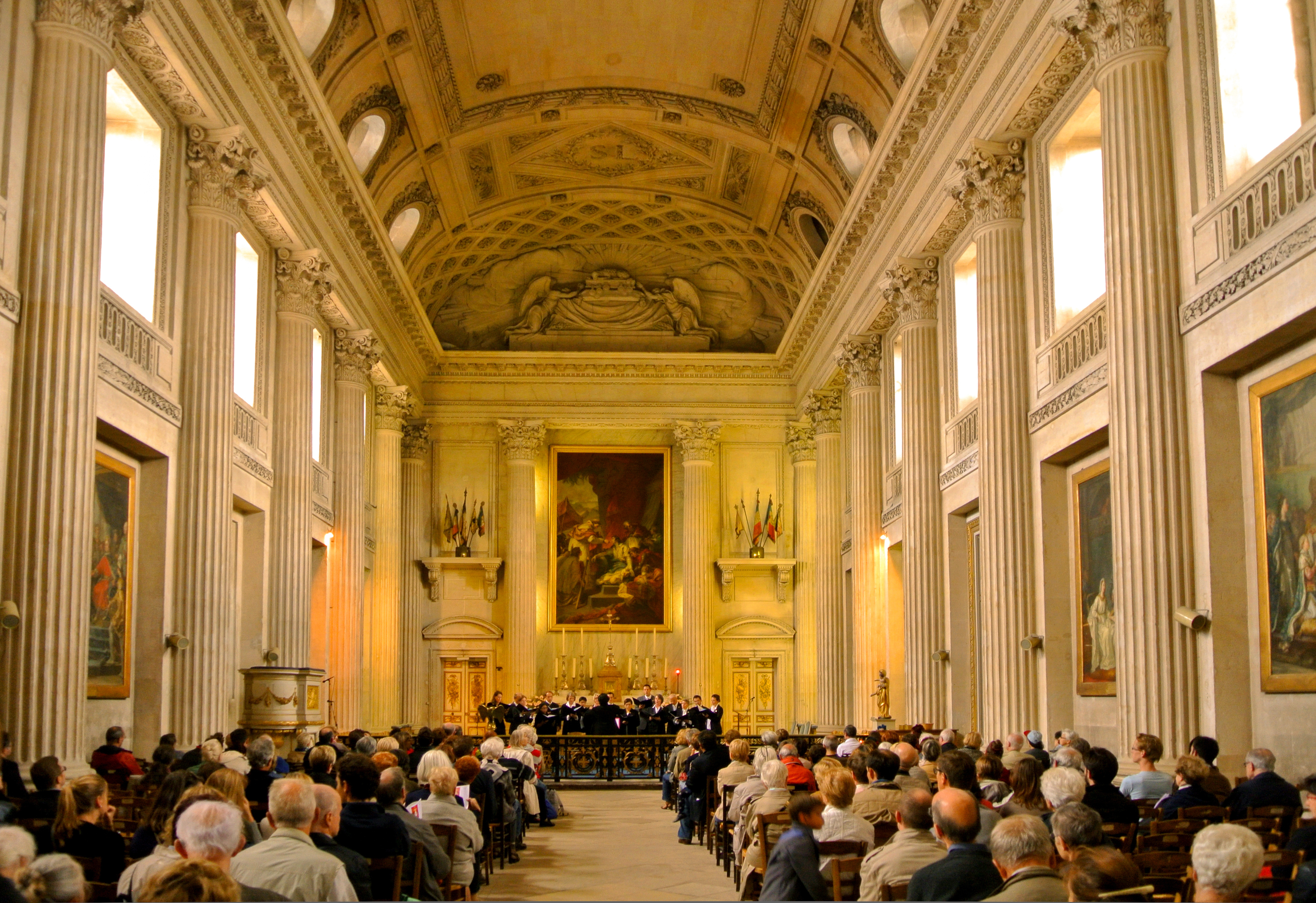
Capela de Saint Louis

### Petit Trianon

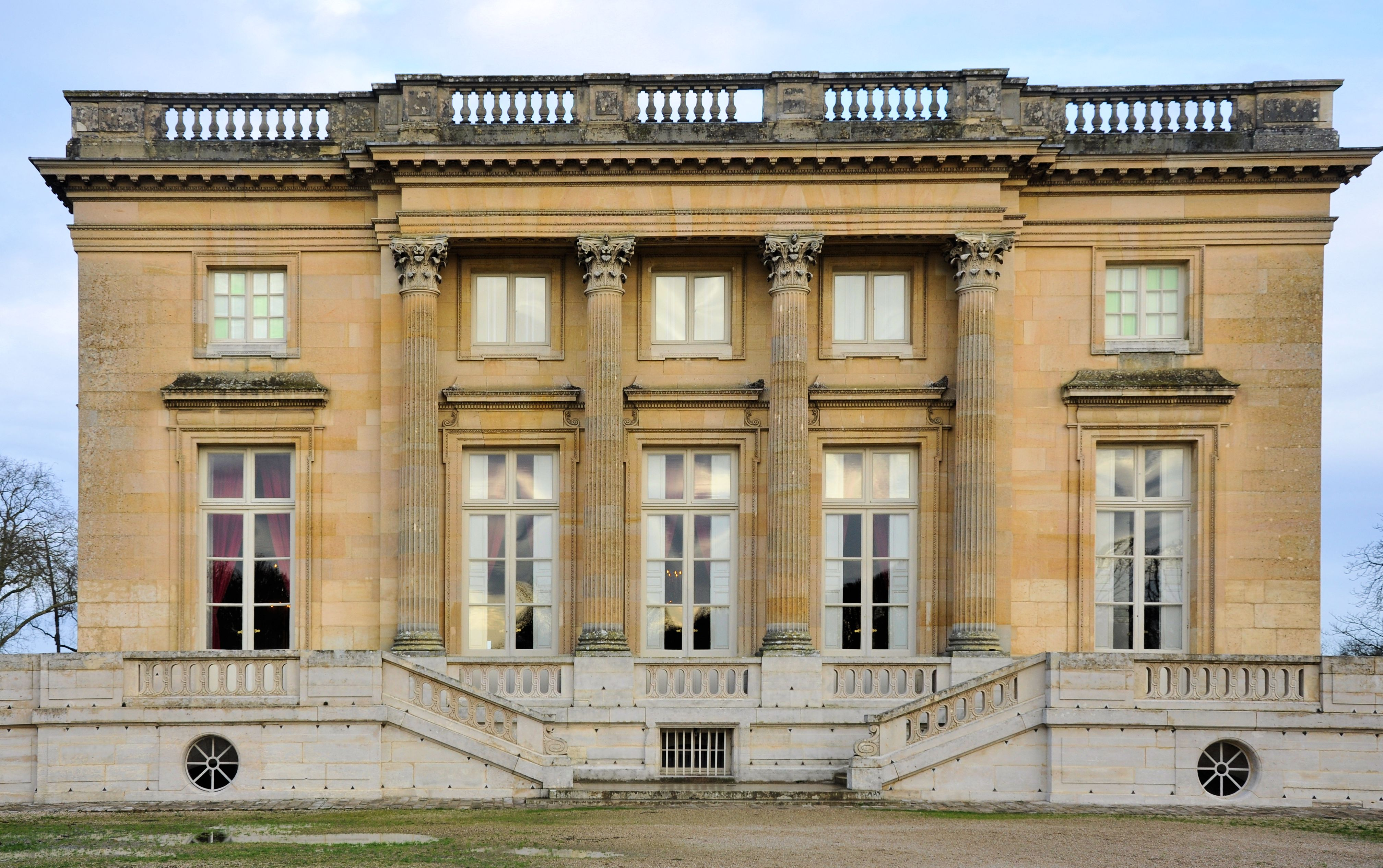
Fachada oeste do Petit Trianon
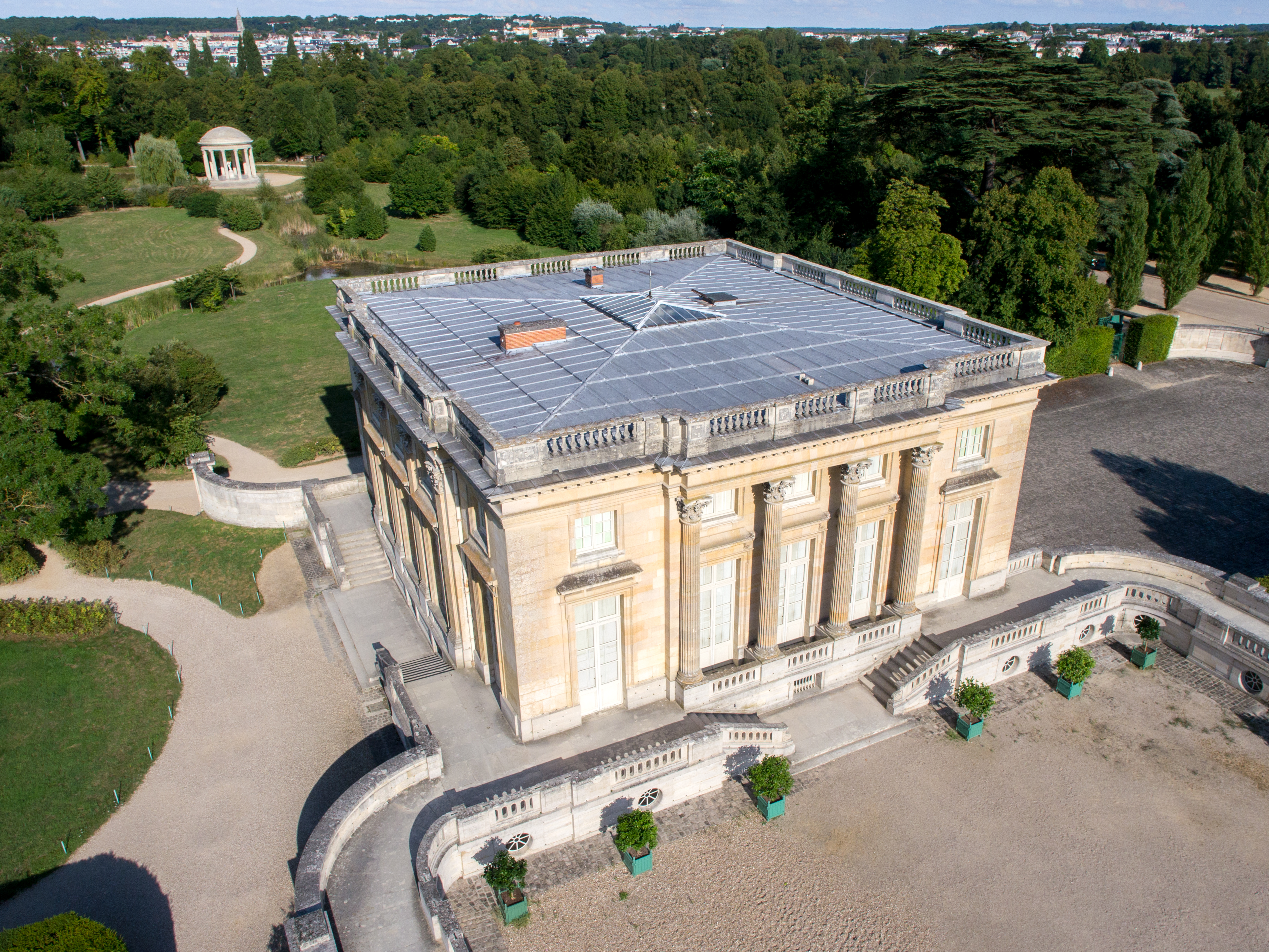
Vista aérea do Petit Trianon e seu pequeno parque

## Principais obras

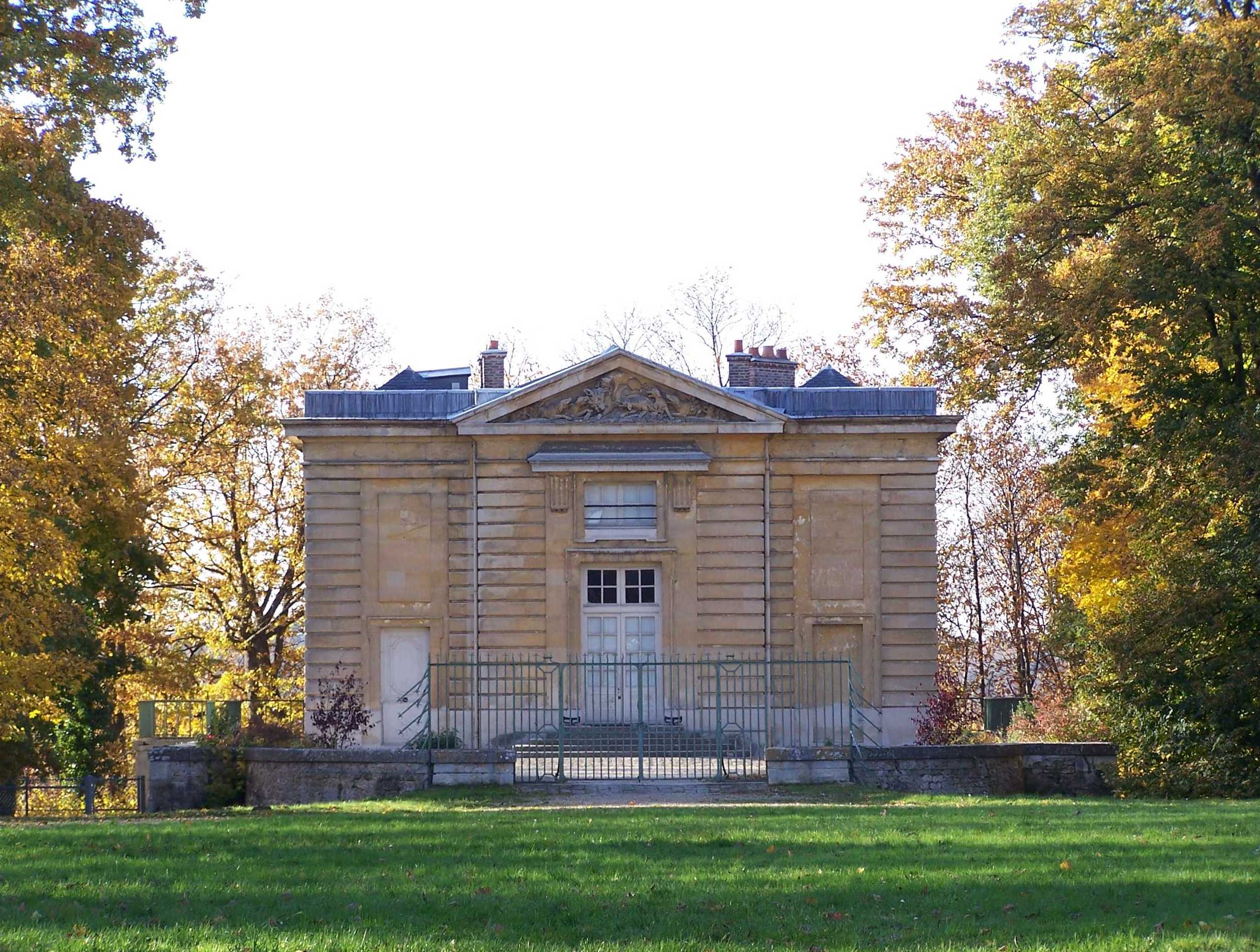
Pavillon du Butard

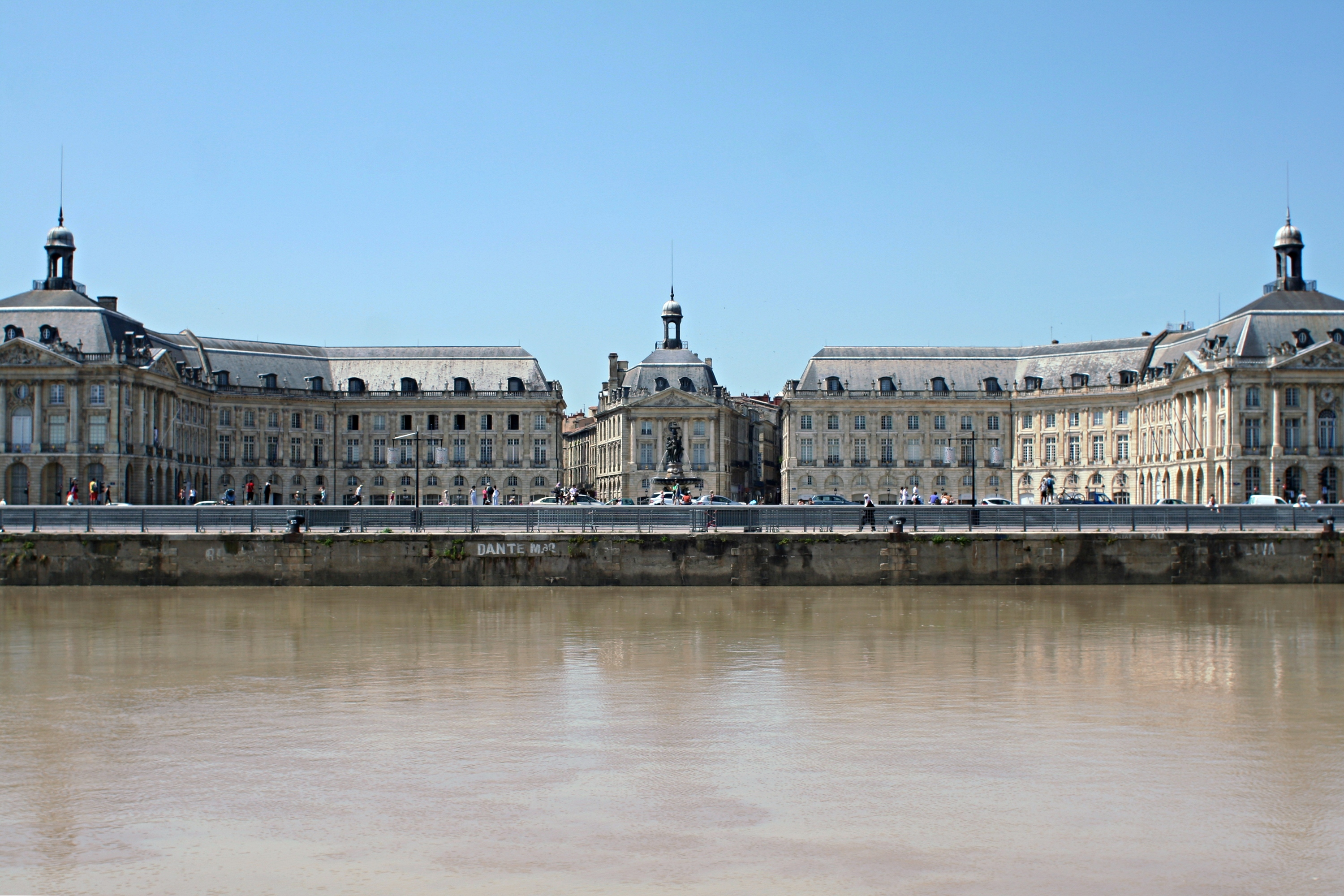
Place de la Bourse, Bordeaux

- Place de la Bourse, Bordeaux como Place Royale), 1730-1775, iniciada por seu pai, depois de 1740 concluída por Gabriel
- Extensão e transformações no Château de Choisy, 1740–1777
- Château de Compiègne, 1750 em diante
- Pavillon du Butard, 1750 em La Celle-Saint-Cloud.
- Extensão do Château de Menars (Loir-et-Cher), 1760–1764, para Madame de Pompadour
- Pavilhão Francês de Versalhes, a partir de 1750
- Petit Trianon, em Versalhes, 1762 a 1768
- École Militaire no Champ de Mars, Paris
- Ópera Real no Palácio de Versalhes, 1769–70
- Place de la Concorde (como Place Louis XV), 1772
- Hôtel de la Marine, Place de la Concorde, 1775
- Hôtel de Crillon, Place de la Concorde